# Cañón antitanque

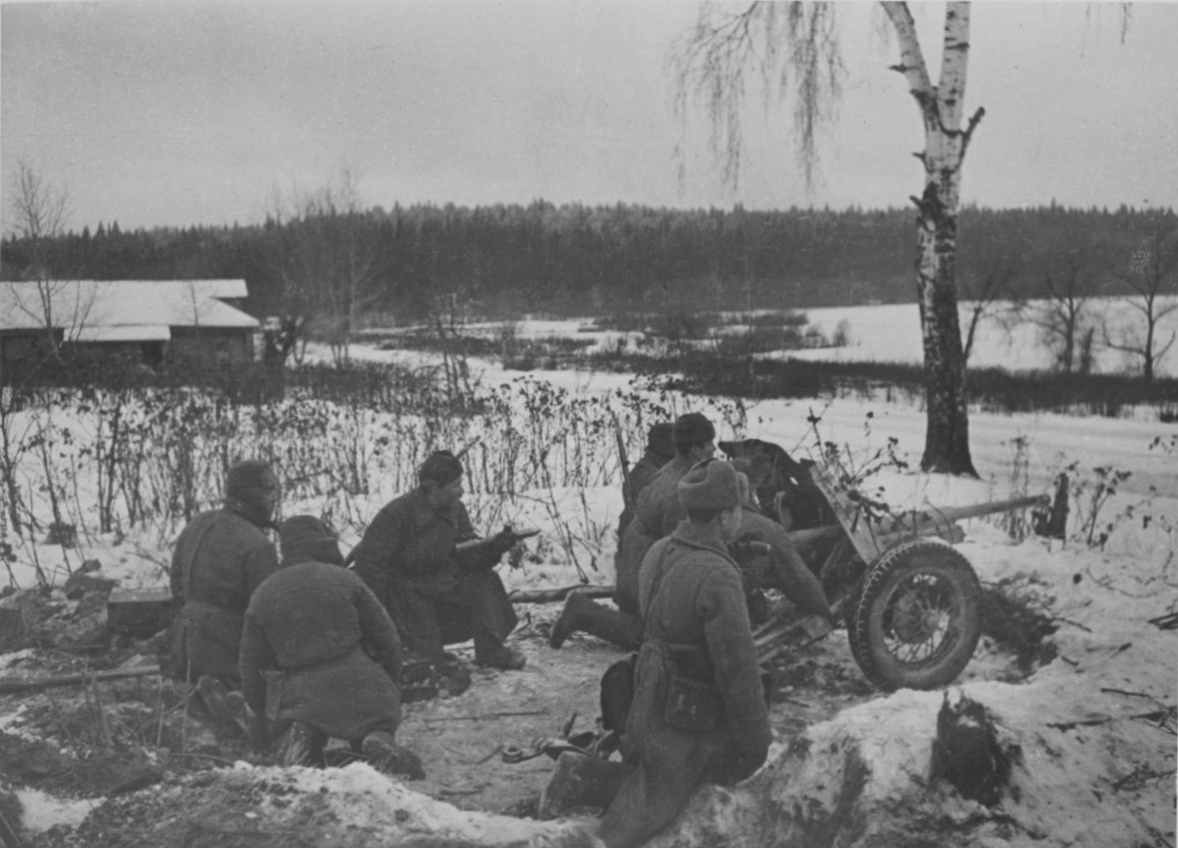
Cañón antitanque soviético M1937 (53-K) de 45 mm durante la defensa de Moscú de finales de 1941.

Un cañón contracarro, cañón anticarro o cañón antitanque es un tipo de pieza de artillería desarrollada específicamente para destruir carros de combate u otros vehículos acorazados. Actualmente obsoletas, estas armas fueron una de las principales defensas contra los blindados durante el período de entreguerras y la Segunda Guerra Mundial. Durante la Segunda Guerra Mundial, los cañones anticarro evolucionaron de una manera más significativa, con la mejora constante y rápida de los blindajes, los cañones antitanque tuvieron que adaptarse aumentando su calibre y potencia de fuego, hubo un total de tres generaciones de cañones, de un peso siempre creciente, los modelos finales eran muy pesados, al mismo tiempo, aparecieron alternativas más ligeras y efectivas como el cañón sin retroceso o el misil antitanque, que acabarían sustituyéndolos en el campo de batalla.

## Historia

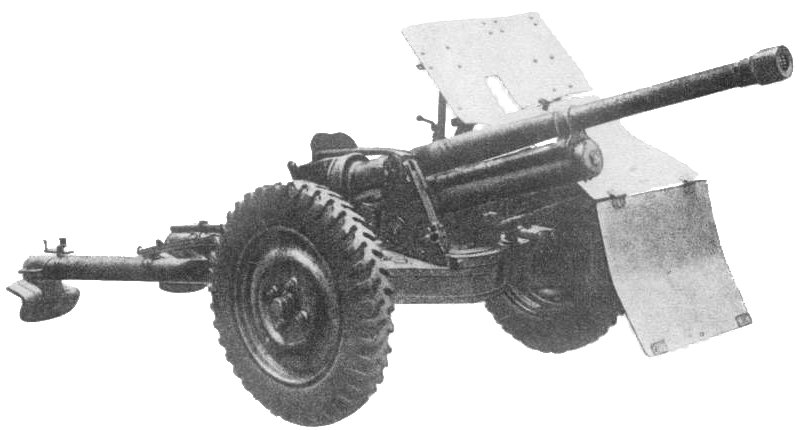
El cañón sueco Bofors 37 mm, diseñado en 1934. Fue uno de los cañones antitanque de primera generación más usados en todo el mundo.

Cuando los primeros tanques aparecieron a los campos de batalla durante la Primera Guerra Mundial, para poderlos destruir sólo se disponía de la artillería y de las granadas de mano. Ante un peligro como este se empezaron a desarrollar armas que los pudieran destruir. Algunas, como los fusiles anticarro, aparecerían a tiempo para participar en la guerra. Sin embargo, el desarrollo de cañones especializados fue más lento y no se fabricaron hasta más tarde.
Los cañones se diseñaron como un elemento para la infantería, a fin de que pudiera defenderse directamente de los blindados. Tenían calibres pequeños, de entre 20 y 47 milímetros, con un cañón alargado para dar velocidades iniciales elevadas a los proyectiles que tendrían que perforar la coraza de los carros. Además, tenían una buena cadencia de tiro, eran fácilmente transportables por un grupo de soldados gracias a sus ruedas y tenían un perfil bajo que los escondía de los enemigos. Por otro lado, se crearon nuevas municiones, macizas, que coexistieron con los proyectiles explosivos convencionales.
Cañones como el PaK 36 de 37 mm alemán, el Bofors 37 mm sueco, y el M3 37 mm estadounidense eran muy efectivos contra los carros de combate de la época, a tal punto que algunos tanques se equiparon con adaptaciones de estas mismas piezas para cuando lucharan entre ellos.

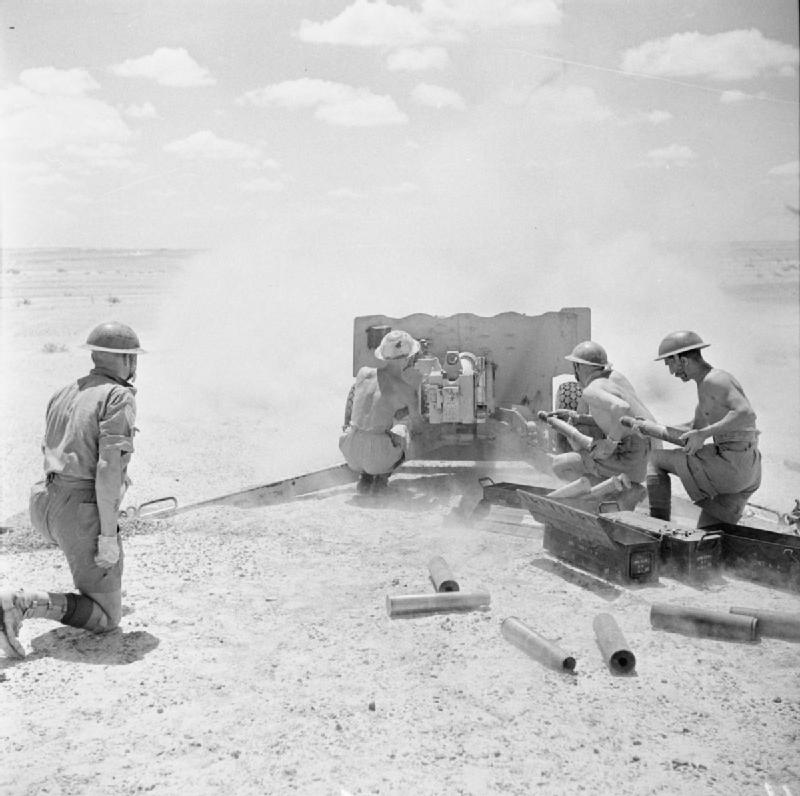
Un cañón de segunda generación QF de 6 libras disparando en el Norte de África en 1942.

Pero generalmente a la infantería le costaba avanzar arrastrando la artillería, por eso muchos ejércitos agruparon estos cañones a nivel de regimiento o brigada, haciendo baterías de varias piezas. 
Con el estallido de la Segunda Guerra Mundial y el éxito de la guerra relámpago en Europa, que usaba intensivamente los carros de combate, la infantería mecanizada y motorizada, los cañones capaces de destruir vehículos se volvieron vitales. En los primeros años de la guerra, cuando todavía se usaban mayoritariamente tanques del período de entreguerras, parecía que los cañones desarrollados durante los años 30 eran efectivos, pero con la llegada de los nuevos carros ya no pudieron hacer frente. Los Panzer IV, T-34 o M4 Sherman eran prácticamente invulnerables a estos cañones.
Para poder destruir estos tanques occidentales, hacia el año 1941-42, se empezaron a introducir versiones más potentes, de aproximadamente 50 mm. Cañones como el Pak 38 de 50 mm alemán o el QF de 6 libras británico de 57 mm, son de estas según versiones. A pesar de que costaba perforar los blindajes de los tanques medianos, se les podía hacer frente, a diferencia de los primeros modelos de cañón anticarro. Para reciclar los cañones más pequeños de la primera generación se crearon nuevos tipos de munición. Se desarrollaron nuevos proyectiles macizos con núcleo de volframio más densos, que mejoraba un poco la penetración. Hubo un gran paso adelante cuando apareció la granada de carga hueca, como la Stielgranate 41, que tenía un cilindro metálico que se introducía dentro del cañón y se disparaba con una carga de proyección. También se le montaron bocachas a los cañones para poder disparar estas granadas. Todo y la enorme capacidad de penetración, el alcance era muy reducido y los operadores del cañón tenían que estar muy entrenados.
Pronto los nuevos cañones de 50 mm volvieron a quedar obsoletos. Con la llegada a los campos de batalla de los tanques pesados, como el Panzer VI Tiger o el IS-2, los proyectiles de 50 mm no eran efectivos. Nuevamente se tuvieron que aumentar los calibres y la potencia de los cañones, llegando hasta los 75 o incluso 88 mm en 1943.

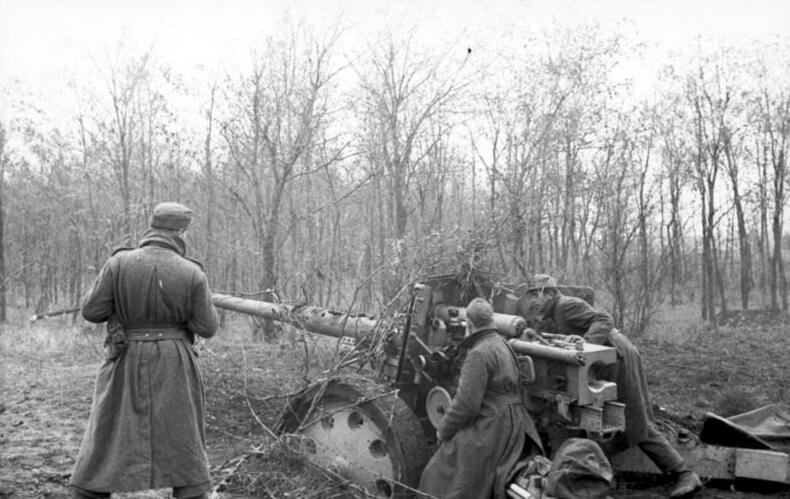
Un Pak 43 de tercera generación defendiendo una posición en Ucrania a finales de 1943.

La tercera generación de cañones ya eran tan pesados que se tenían que mover siempre con vehículos, a diferencia de los de primera y segunda generación, que se podían mover pequeñas distancias con la fuerza de unos cuántos soldados. Armas como el Pak 43 de 88 mm eran difíciles de posicionar y a campo a través eran cañones prácticamente imposibles de transportar. Se continuó su empleo hasta el final de la guerra. Los cañones más pequeños fueron aprovechados para uso contra los tanques más antiguos y como apoyo a la infantería, usando municiones explosivas.
En el frente del Pacífico el desarrollo fue muy diferente. Los carros de combate japoneses prácticamente no evolucionaron en toda la guerra y, además, raramente se empleaban. Por eso, los estadounidenses pudieron utilizar pequeños cañones contracarro de la primera generación durante toda la guerra. Además, también se usaban estos cañones como pequeñas piezas de artillería con munición explosiva para destruir posiciones defensivas enemigas o búnkeres. Los japoneses habrían necesitado cañones más pesados para combatir a los carros estadounidenses, pero su industria no fue capaz de suplir esta carencia y quedaron restringidos al armamento del inicio de la guerra.
Terminada la guerra, se hizo evidente que estos cañones no eran viables. Sus pesos se habían incrementado demasiado y esto los hacía difíciles de transportar. Eran armas estáticas y sus operadores tenían que estar muy entrenados pero estaban expuestos y eran blancos fáciles. A todo esta serie de defectos se sumó el hecho que habían aparecido armas anticarro nuevas mucho más efectivas. La aparición de los cañones sin retroceso, los misiles antitanque o los lanzacohetes, significó que ya no se desarrollarían más cañones contracarro.
A pesar de que se dejaron de desarrollar, se han usado los modelos existentes en otros conflictos bélicos posteriores. Por ejemplo, en la guerra de Corea se usaron cañones antitanque en el rol de apoyo, como una pieza de artillería más.